# Ricky Nebbett
Pas d'image ? Cliquez ici

a Compétitions nationales et continentales officielles uniquement.

b Matchs officiels uniquement.
Ricky Nebbett, né le 16 août 1977, est un joueur de rugby à XV, qui a évolué avec le club des Leicester Tigers, au poste de pilier. 

## Carrière

### En club
Il quitte les Harlequins pour signer aux Leicester Tigers en mars 2000.
Il joue avec les Leicester Tigers dans le championnat d'Angleterre quatre saisons et en coupe d'Europe devenant champion d'Europe et champion d'Angleterre. Il a connu les sélections de jeunes de moins de 21 ans, au niveau anglais. Il rejoint le Leinster puis il revient l'été 2005 au club des Harlequins.

## Palmarès

### En club
- Vainqueur de la Coupe d'Europe : 2001